# Heterolamium
Heterolamium là một chi thực vật có hoa trong họ Hoa môi (Lamiaceae).

## Loài
Chi Heterolamium gồm các loài: